# Zaalvoetbalklub Eisden-Dorp
Zaalvoetbalklub Eisden-Dorp, kortweg ZVK Eisden-Dorp, is een Belgische zaalvoetbalclub uit Maasmechelen.

## Historiek
De club werd opgericht in 1994 onder impuls van stichtend voorzitter Raymond Lantin en coach Jean Hoeven en startte de competitie in het seizoen 1994-'95 in 4e provinciale. In dit eerste seizoen werd de promotie afgedwongen naar derde provinciale. In haar tweede seizoen nam Frank Dedroog het roer van de club over en werd de club kampioen in 3e provinciale. 
De club groeide gestaag en kon jaar na jaar de promotie afdwingen, waardoor ze in haar vijfde seizoen kon aantreden in derde nationale. Aldaar verbleef de club voor zeven seizoen om in 2006 de titel te veroveren en de promotie af te dwingen. Na vervolgens elf seizoenen in tweede nationale promoveerde de club in 2017 naar eerste nationale. Daarnaast werd er in het seizoen 2018-'19 gestart met een damesclub.

## Palmares
- Kampioen tweede nationale B: 2017
- Kampioen derde nationale: 2006
- Kampioen derde provinciale Limburg: 1996